# Roberta Pantani

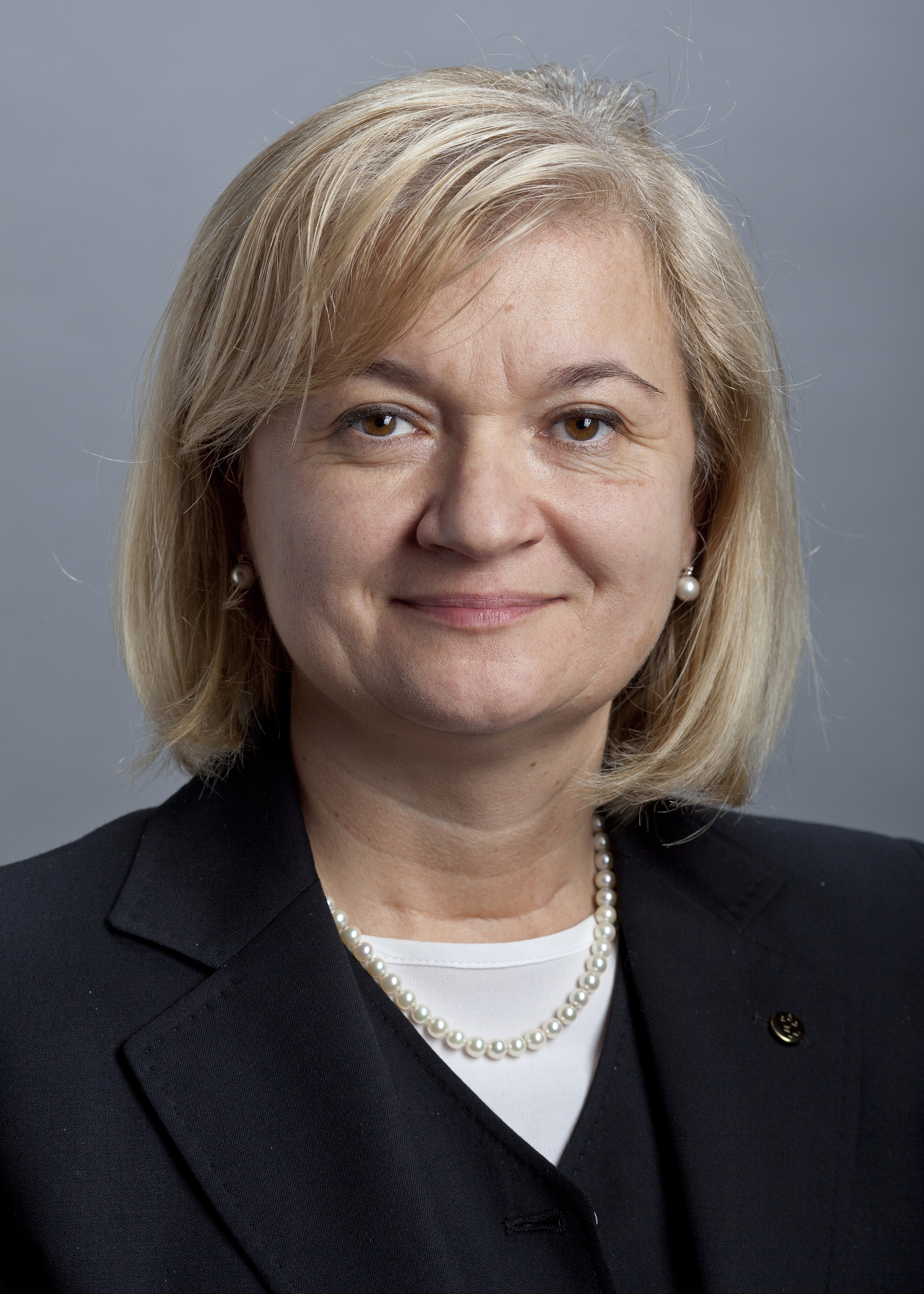
Roberta Pantani

Roberta Pantani (* 19. September 1965 in Sorengo, heimatberechtigt in Chiasso) ist eine Schweizer Politikerin (Lega).

## Leben
Pantani war von April 2000 bis April 2004 im Gemeinderat von Chiasso und war dort ab April 2004 bis April 2008 Gemeindepräsidentin. Seit 2008 ist sie nun Vize-Gemeindepräsidentin.
Von 2011 bis zu ihrer Nichtwiederwahl 2019 vertrat sie den Kanton Tessin im Nationalrat.
Die Treuhänderin wohnt in Chiasso. Sie ist verheiratet und hat zwei Kinder.